# Bang Mae Nang
Bang Mae Nang (tiếng Thái: บางแม่นาง, phát âm [bāːŋ mɛ̂ː nāːŋ]) là một trong sáu phó huyện (tambon) của Bang Yai, ở tỉnh Nonthaburi, Thái Lan. Phó huyện xung quanh (theo chiều kim đồng hồ) là Bang Khu Rat, Bang Rak Phatthana, Sao Thong Hin, Bang Muang, Bang Yai, và Ban Mai. Vào năm 2020 tổng dân số ở đây là 50.798 người.

## Phân cấp hành chính

### Hành chính trung tâm
Phó huyện được chia thành 18 làng (muban).
| No. | Tên                                           | Tiếng Thái                        |
| --- | --------------------------------------------- | --------------------------------- |
| 01. | Ban Bang Krabue                               | บ้านบางกระบือ                       |
| 02. | Ban Bang Krayi (Ban Bang Khayi)               | บ้านบางกระยี่ (บ้านบางขยี้)             |
| 03. | Ban Khlong Bang Thong (Ban Bang Thong)        | บ้านคลองบางทอง (บ้านบางทอง)         |
| 04. | Ban Nong Kangkhen                             | บ้านหนองกางเขน                     |
| 05. | Ban Wat Lang Bang (Ban Bang Len)              | บ้านวัดหลังบาง (บ้านบางเลน)           |
| 06. | Ban Khlong Bang Sai (Ban Bang Sai)            | บ้านคลองบางไทร (บ้านบางไทร)         |
| 07. | Ban Rong Mu                                   | บ้านโรงหมู่                          |
| 08. | Ban Talat Bang Khu Lat                        | บ้านตลาดบางคูลัด                     |
| 09. | Ban Khlong Bang Khu Lat                       | บ้านคลองบางคูลัด                     |
| 10. | Ban Don Lat Takhan                            | บ้านดอนลาดตะค้าน                    |
| 11. | Ban Khlong Bang Sai (Ban Don Thingthon)       | บ้านคลองบางไทร (บ้านดอนทิ้งถ่อน)       |
| 12. | Ban Bang Kho                                  | บ้านบางโค                          |
| 13. | Ban Bang Noi (Ban Bang Kho)                   | บ้านบางน้อย (บ้านบางโค)              |
| 14. | Ban Wat Bang Kho (Ban Bang Kho)               | บ้านวัดบางโค (บ้านบางโค)             |
| 15. | Ban Plai Khlong Bang Krabue (Ban Bang Krabue) | บ้านปลายคลองบางกระบือ (บ้านบางกระบือ) |
| 16. | Ban Plai Khlong Bang Krabue 1                 | บ้านปลายคลองบางกระบือ 1             |
| 17. | Ban Plai Khlong Bang Krabue 2                 | บ้านปลายคลองบางกระบือ 2             |
| 18. | Ban Plai Khlong Bang Krabue 3                 | บ้านปลายคลองบางกระบือ 3             |

### Hành chính địa phương
Khu vực phó huyện được chia thành hai tổ chức hành chính địa phương.
- Thị trấn Bang Mae Nang (tiếng Thái: เทศบาลเมืองบางแม่นาง)
- Thị trấn Bang Yai (tiếng Thái: เทศบาลตำบลบางใหญ่)

## Liên kết
- Website of Bang Mae Nang Town Municipality
- Website of Bang Yai Subdistrict Municipality